# Arconsat
Arconsat est une commune française située dans le département du Puy-de-Dôme, en région Auvergne-Rhône-Alpes.

## Géographie
Arconsat est l'une des cinq communes qui se partagent le sommet du puy de Montoncel (1 287 m). Le nord de la commune est couvert par la vaste forêt qui occupe les pentes des Bois Noirs. À proximité de la route qui relie Arconsat à Saint-Priest-la-Prugne se trouve le col de la Charme.
La commune est limitrophe du département de la Loire.

### Lieux-dits et écarts
Mardan-Bras de Fer, les Cros, Rossignol, les Martignaux, Bonjean, la Meule, la Chassagne, le Bost, la Pauze, les Aigues, Laspiaux, les Grandes Pièces, Bourleix, Chez le Meunier, la Croix Saint-Martin, la Chevalerie, Chez Fraisse, Marnat, Chez Terre, Gouttebarge…
| Palladuc           | Lavoine (Allier) | Saint-Priest-la-Prugne (Loire) |
| Celles-sur-Durolle | Arconsat         | Chausseterre (Loire)           |
| Chabreloche        |                  | Les Salles (Loire)             |

### Climat
Pour des articles plus généraux, voir Climat d'Auvergne-Rhône-Alpes et Climat du Puy-de-Dôme.
En 2010, le climat de la commune est de type climat des marges montargnardes, selon une étude du Centre national de la recherche scientifique s'appuyant sur une série de données couvrant la période 1971-2000. En 2020, Météo-France publie une typologie des climats de la France métropolitaine dans laquelle la commune est exposée à un climat de montagne ou de marges de montagne et est dans la région climatique Nord-est du Massif Central, caractérisée par une pluviométrie annuelle de 800 à 1 200 mm, bien répartie dans l’année.
Pour la période 1971-2000, la température annuelle moyenne est de 9,3 °C, avec une amplitude thermique annuelle de 15,6 °C. Le cumul annuel moyen de précipitations est de 1 130 mm, avec 12,3 jours de précipitations en janvier et 8,4 jours en juillet. Pour la période 1991-2020, la température moyenne annuelle observée sur la station météorologique de Météo-France la plus proche, « Saint-Just-en-Chevalet », sur la commune de Saint-Just-en-Chevalet à 11 km à vol d'oiseau, est de 9,8 °C et le cumul annuel moyen de précipitations est de 884,6 mm,. Pour l'avenir, les paramètres climatiques de la commune estimés pour 2050 selon différents scénarios d'émission de gaz à effet de serre sont consultables sur un site dédié publié par Météo-France en novembre 2022.

## Urbanisme

### Typologie
Au 1er janvier 2024, Arconsat est catégorisée commune rurale à habitat dispersé, selon la nouvelle grille communale de densité à sept niveaux définie par l'Insee en 2022.
Elle est située hors unité urbaine. Par ailleurs la commune fait partie de l'aire d'attraction de Thiers, dont elle est une commune de la couronne,. Cette aire, qui regroupe 19 communes, est catégorisée dans les aires de moins de 50 000 habitants,.

### Occupation des sols
L'occupation des sols de la commune, telle qu'elle ressort de la base de données européenne d’occupation biophysique des sols Corine Land Cover (CLC), est marquée par l'importance des forêts et milieux semi-naturels (80 % en 2018), une proportion sensiblement équivalente à celle de 1990 (80,4 %). La répartition détaillée en 2018 est la suivante : forêts (80 %), prairies (16,8 %), zones agricoles hétérogènes (2,2 %), zones urbanisées (1 %). L'évolution de l’occupation des sols de la commune et de ses infrastructures peut être observée sur les différentes représentations cartographiques du territoire : la carte de Cassini (XVIIIe siècle), la carte d'état-major (1820-1866) et les cartes ou photos aériennes de l'IGN pour la période actuelle (1950 à aujourd'hui).

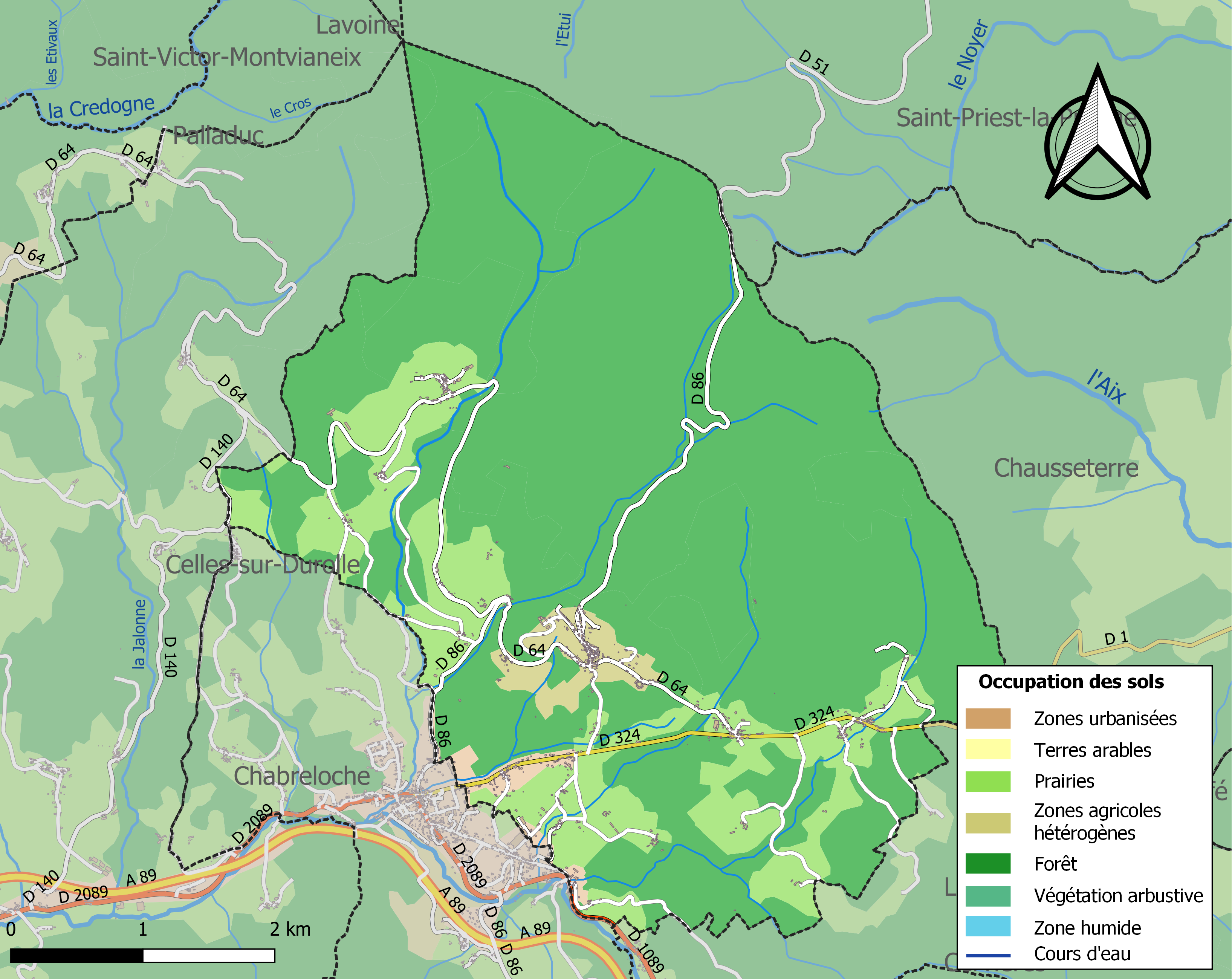
Carte des infrastructures et de l'occupation des sols de la commune en 2018 (CLC).

## Toponymie
Le nom vient directement du toponyme Arconsat en arpitan. Arconsat est en effet une des rares communes du département du Puy-de-Dôme à faire partie de l'aire linguistique du francoprovençal.

## Histoire
En 1874, une partie du territoire de la commune a été détachée pour former, au sud-ouest, la commune de Chabreloche. Cette dernière avait l'avantage d'être située sur l'axe de communication constitué par la vallée de la Durolle et emprunté par la nationale 89, aujourd'hui départementale 2089, alors que le bourg d'Arconsat se trouve plus haut sur les contreforts des Bois noirs et du puy de Montoncel. Malgré sa superficie réduite (9,61 km2), Chabreloche a une population qui est à peu près du double de celle d'Arconsat (avec une densité de 137 hab./km2 contre 28 pour Arconsat).

## Politique et administration

### Découpage territorial
La commune d'Arconsat est membre de la communauté de communes Thiers Dore et Montagne, un établissement public de coopération intercommunale (EPCI) à fiscalité propre créé le 1er janvier 2017 dont le siège est à Thiers. Ce dernier est par ailleurs membre d'autres groupements intercommunaux. Jusqu'en 2016, elle faisait partie de la communauté de communes de la Montagne Thiernoise.
Sur le plan administratif, elle est rattachée à l'arrondissement de Thiers, à la circonscription administrative de l'État du Puy-de-Dôme et à la région Auvergne-Rhône-Alpes. Jusqu'en mars 2015, elle faisait partie du canton de Saint-Rémy-sur-Durolle.
Sur le plan électoral, elle dépend du canton de Thiers pour l'élection des conseillers départementaux, depuis le redécoupage cantonal de 2014 entré en vigueur en 2015, et de la cinquième circonscription du Puy-de-Dôme pour les élections législatives, depuis le dernier découpage électoral de 2010.

### Élections municipales et communautaires

#### Élections de 2020
Le conseil municipal d'Arconsat, commune de moins de 1 000 habitants, est élu au scrutin majoritaire plurinominal à deux tours avec candidatures isolées ou groupées et possibilité de panachage. Compte tenu de la population communale, le nombre de sièges à pourvoir lors des élections municipales de 2020 est de 15. La totalité des candidats en lice a été élue dès le premier tour, le 15 mars 2020, avec un taux de participation de 51,07 %.

#### Chronologie des maires
| Période                                  | Période                   | Identité         | Étiquette | Qualité                                                                                     |
| ---------------------------------------- | ------------------------- | ---------------- | --------- | ------------------------------------------------------------------------------------------- |
| Les données manquantes sont à compléter. |                           |                  |           |                                                                                             |
| 1962                                     | 1983                      | Marcel Deconche  | DVG       |                                                                                             |
| 1983                                     | mars 2008                 | Joseph Faye      | DVD       |                                                                                             |
| mars 2008                                | 2016                      | Pierre Itournel  |           | Coutelier Vice-président de la communauté de communes de la Montagne Thiernoise (2014-2016) |
| 14 juin 2016                             | mai 2020                  | Daniel Lafay     |           |                                                                                             |
| mai 2020                                 | En cours (au 2 août 2020) | Jean-Éric Garret |           | Retraité                                                                                    |

## Population et société

### Démographie

#### Évolution démographique
Les habitants sont nommés les Arconsatois.
L'évolution du nombre d'habitants est connue à travers les recensements de la population effectués dans la commune depuis 1793. Pour les communes de moins de 10 000 habitants, une enquête de recensement portant sur toute la population est réalisée tous les cinq ans, les populations de référence des années intermédiaires étant quant à elles estimées par interpolation ou extrapolation. Pour la commune, le premier recensement exhaustif entrant dans le cadre du nouveau dispositif a été réalisé en 2004.

En 2022, la commune comptait 576 habitants, en évolution de −6,04 % par rapport à 2016 (Puy-de-Dôme : +2,1 %, France hors Mayotte : +2,11 %).
| 1793  | 1800  | 1806  | 1821  | 1831  | 1836  | 1841  | 1846  | 1851  |
| ----- | ----- | ----- | ----- | ----- | ----- | ----- | ----- | ----- |
| 1 571 | 1 446 | 1 542 | 1 796 | 1 937 | 1 883 | 1 875 | 2 000 | 2 066 |

| 1856  | 1861  | 1866  | 1872  | 1876  | 1881  | 1886  | 1891  | 1896  |
| ----- | ----- | ----- | ----- | ----- | ----- | ----- | ----- | ----- |
| 1 993 | 2 020 | 2 034 | 2 096 | 1 237 | 1 220 | 1 263 | 1 194 | 1 165 |

| 1901  | 1906  | 1911  | 1921  | 1926 | 1931 | 1936 | 1946 | 1954 |
| ----- | ----- | ----- | ----- | ---- | ---- | ---- | ---- | ---- |
| 1 207 | 1 186 | 1 135 | 1 005 | 958  | 847  | 772  | 742  | 773  |

| 1962 | 1968 | 1975 | 1982 | 1990 | 1999 | 2004 | 2006 | 2009 |
| ---- | ---- | ---- | ---- | ---- | ---- | ---- | ---- | ---- |
| 787  | 815  | 782  | 779  | 724  | 717  | 671  | 667  | 644  |

| 2014 | 2019 | 2022 | - | - | - | - | - | - |
| ---- | ---- | ---- | - | - | - | - | - | - |
| 614  | 585  | 576  | - | - | - | - | - | - |

#### Pyramide des âges
En 2018, le taux de personnes d'un âge inférieur à 30 ans s'élève à 21,5 %, soit en dessous de la moyenne départementale (34,2 %). À l'inverse, le taux de personnes d'âge supérieur à 60 ans est de 37,2 % la même année, alors qu'il est de 27,9 % au niveau départemental.
En 2018, la commune comptait 295 hommes pour 299 femmes, soit un taux de 50,34 % de femmes, légèrement inférieur au taux départemental (51,59 %).
Les pyramides des âges de la commune et du département s'établissent comme suit.
| Hommes | Classe d’âge | Femmes |
| ------ | ------------ | ------ |
| 0,3    | 90 ou +      | 1,0    |
| 10,0   | 75-89 ans    | 12,9   |
| 24,1   | 60-74 ans    | 26,2   |
| 26,1   | 45-59 ans    | 23,1   |
| 15,1   | 30-44 ans    | 18,0   |
| 8,2    | 15-29 ans    | 7,1    |
| 16,2   | 0-14 ans     | 11,6   |

| Hommes | Classe d’âge | Femmes |
| ------ | ------------ | ------ |
| 0,7    | 90 ou +      | 2,1    |
| 7,4    | 75-89 ans    | 10,2   |
| 17,7   | 60-74 ans    | 18,6   |
| 20,2   | 45-59 ans    | 19,2   |
| 18,4   | 30-44 ans    | 17,4   |
| 18,6   | 15-29 ans    | 17,2   |
| 17     | 0-14 ans     | 15,3   |

## Culture locale et patrimoine

### Lieux et monuments
- Vierge noire dans l'église ;

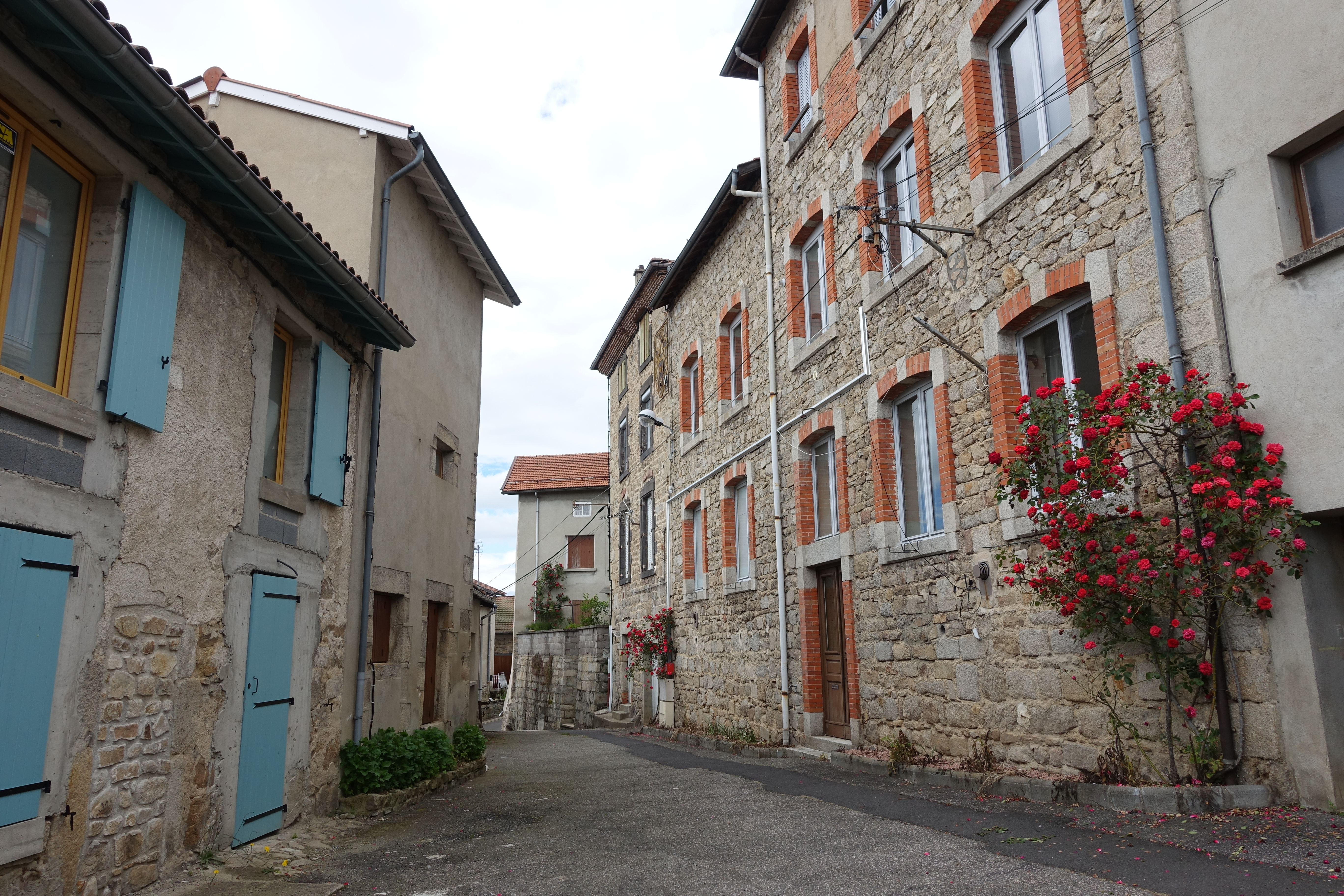
Une rue au centre d'Arconsat.

- Chaos naturel dit les Pierres Ginich.

### Patrimoine naturel
- La commune d'Arconsat est adhérente du parc naturel régional Livradois-Forez.

### Gastronomie
- La commune d'Arconsat se proclame « capitale mondiale » de la saucisse de choux d'Arconsat et le siège social de sa confrérie[32].

### Personnalités liées à la commune
- La comédienne et dramaturge Gaby Bruyère est inhumée à Arconsat.
- Emmanuel Vitria, "Bicou", né à Marseille en 1920 fut le plus célèbre des greffés du cœur et longtemps leur doyen. Greffé le 27 novembre 1968, il survécut 19 ans à sa transplantation cardiaque et 15 ans à son chirurgien, Edmond Henry (1910-1972). Il est décédé le 11 mai 1987 à Marseille... d'une crise cardiaque, soit 6 738 jours après sa transplantation. Sportif émérite, il participera à toutes les courses du cœur et symbolisera le courage et la ténacité. Il avait reçu le cœur d'un fusilier-marin, Pierre Ponson, jeune Arconsatois décédé accidentellement alors qu'il faisait son service militaire à Toulon.[pertinence contestée]